# 武節町
武節町（ぶせつまち）は、愛知県豊田市の町名。

## 概要
豊田市の北東部に位置し、稲武地区（旧東加茂郡稲武町の町域にほぼ相当する）に属する。
矢作川支流である名倉川の左岸にあり、黒田貯水池より東進してきた黒田川が名倉川に合流する付近の河岸段丘上に位置する。南北に長い町域を持ち、最北部では、名倉川を挟んで東側に隣接する稲武町・西隣の桑原町と共に市街地が構成され、稲武地区の行政・経済・文教の中心地となっている。南に向かうにつれて山野は深くなっていき、町域南部は北設楽郡設楽町と接する。
北部では町域を国道153号が東西に貫く。沿路には往時の飯田街道の頃より継立場があったが、現在でもその継承施設ともいえる道の駅どんぐりの里いなぶが立地し、年間を通じて利用者・利用車両が多い。また隣接施設として「稲武温泉どんぐりの湯」、「稲武どんぐり工房」などがある。城山と呼ばれる丘陵（標高550m）を城山トンネルが貫通し、それを過ぎると稲武大橋が名倉川にかかり、稲武町へと抜けていく。
武節町は「町」の部分をまちと呼ぶ、豊田市域の町名では数少ない地域のひとつであるが、これは当町の「町」の意が近代以降の町丁のそれと由来を異にするためである。かつて、地方において人家の集まるところは町村と呼ばれることがあり、それに武節の名を冠した武節町村という呼び方が江戸期にも現れている。

## 歴史

### 沿革

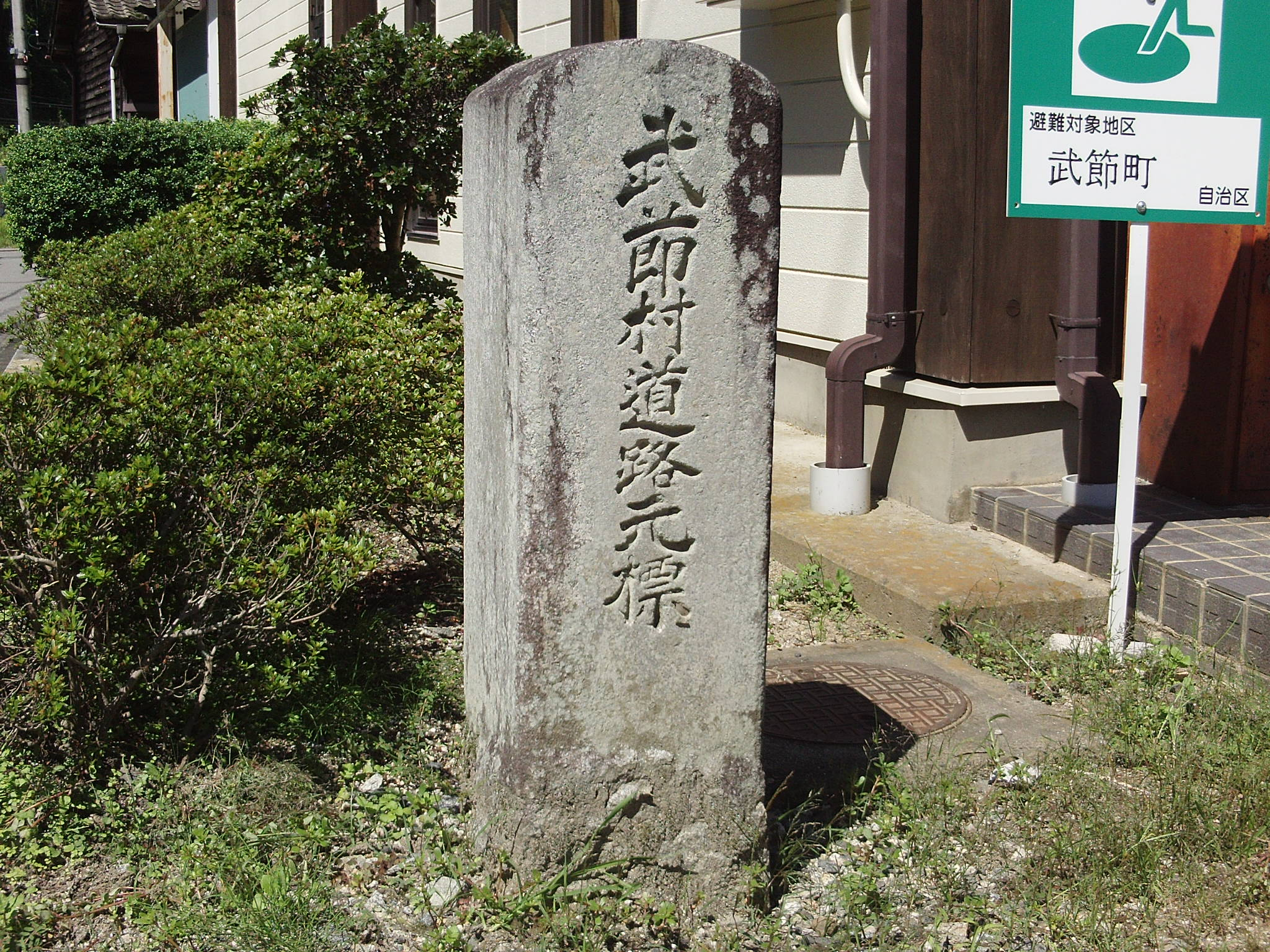
武節村道路元標

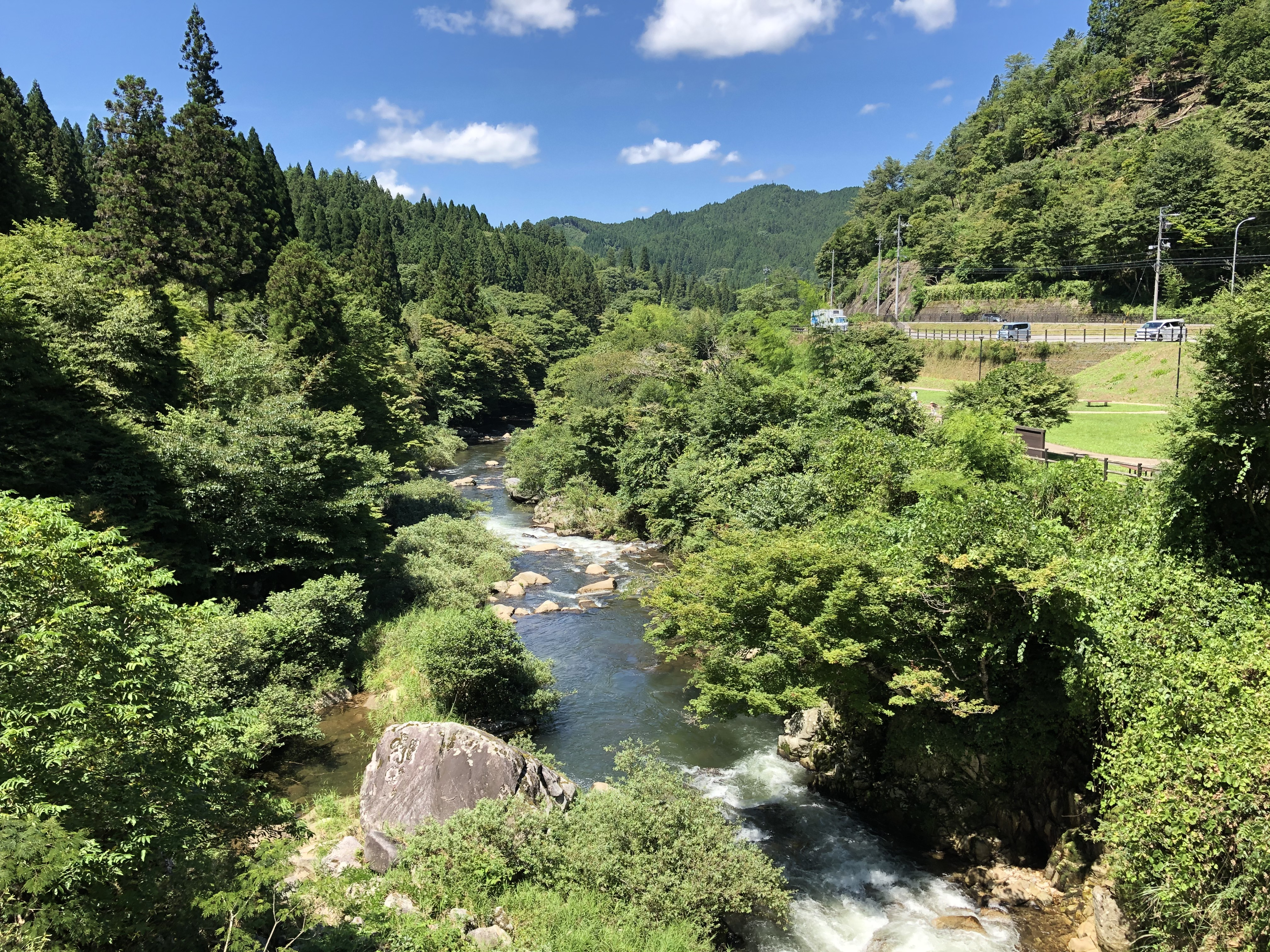
名倉川。川の左側が武節町

- 江戸期- 寛永期の『三河国村々高附』においては「設楽郡武節村」、天保期の郷帳においては「設楽郡武節町村」という表記が見受けられる[6]。
- 江戸期当初- 幕府領であった[5]。
- 1708年（宝永5年）- 小田原藩領となる[5]。
- 1716年（享保元年）- 再び幕府領となる[5]。
- 1726年（享保11年）- 岡崎藩領となる[5]。
- 1763年（宝暦13年）- 再び幕府領となる[5]。
- 1869年（明治2年）- 重原藩領となる[5]。
- 1871年（明治4年）- 大区小区制施行により、第8大区第8小区に所属する[6]。
- 1878年（明治11年）- 郡区町村編制法施行により、設楽郡が北設楽郡と南設楽郡に分割される。これに伴い、武節町村の所属が設楽郡から北設楽郡に変更される[5]。
- 1889年（明治22年）10月1日- 市制・町村制施行に伴い、武節町村、小田木村（おたぎむら）、川手村（かわてむら）、黒田村（くろだむら）、桑原村（くわばらむら）、御所貝津村（ごしょがいつむら）、冨永村（とみながむら）の計7村が合併して北設楽郡武節村が誕生し、武節町村は武節村大字武節町に継承される。村役場が武節町に置かれた[5]。
- 1897年（明治30年）- 武節村と稲橋村が組合村となる。これにより、村役場が稲橋村字稲橋（現稲武町）に置かれる[5]。
- 1940年（昭和15年）5月10日- 武節村と稲橋村が合併し、北設楽郡稲武町が誕生する[7]。これに伴い、武節村大字武節町が稲武町大字武節町に継承される[5]。
- 2003年（平成15年）10月1日- 稲武町の所属が北設楽郡から東加茂郡に変更される。
- 2005年（平成17年）4月1日- 稲武町の豊田市への編入に伴い、住所表示が豊田市武節町に変更される。

### 武節郷
旧稲武町、旧名倉村、旧津具村、豊根村、旧富山村といった北設楽郡北部の町村、及び長野県下伊那郡根羽村を含めた一帯は、古来より加茂郡に所属していたとされる。中世後期には加茂郡足助荘のうちにあり、当該地域の神社には足助荘の古名が記された棟札がいくつか残されているといい、棟札からは武節郷などの郷名も伝わっている。当該地域の郡籍変更の時期については、1641年（寛永18年）頃・1678年（延宝6年）頃などとされる。
武節郷の範囲は現在の稲武地区域の大部分に相当すると考えられ、名倉川両岸の11の村々が所属していた。室町時代には土岐氏流菅沼氏の支配下にあり、戦国期にかけては武田氏・今川氏・松平氏による、当郷を巡っての攻防が繰り返された。天正期には武節郷の11ケ村の大庄屋が武節町村に置かれていたというが、1636年（寛永13年）に生じた武節町村と稲橋村の争論が元となり、武節町・小田木・川手・黒田・桑原・御所貝津の6ケ村が川西組、稲橋・大野瀬・押山・夏焼・野入の5ケ村が川東組に分けられる。川西組には武節町村に庄屋山口惣兵衛が置かれたが、不正を働いたかどで三河代官鳥山精元に罷免され、以後は各村に庄屋が置かれたという。

## 世帯数と人口
2019年（令和元年）7月1日現在の世帯数と人口は以下の通りである。
| 町丁   | 世帯数  | 人口  |
| ------ | ------- | ----- |
| 武節町 | 111世帯 | 241人 |

### 人口の変遷
国勢調査による人口の推移
| 2005年（平成17年） | 301人 | [ 11 ] |  |
| 2010年（平成22年） | 270人 | [ 12 ] |  |
| 2015年（平成27年） | 253人 | [ 13 ] |  |

## 学区
市立小・中学校に通う場合、学区は以下の通りとなる。
| 番・番地等 | 小学校             | 中学校             |
| ---------- | ------------------ | ------------------ |
| 全域       | 豊田市立稲武小学校 | 豊田市立稲武中学校 |

## 施設

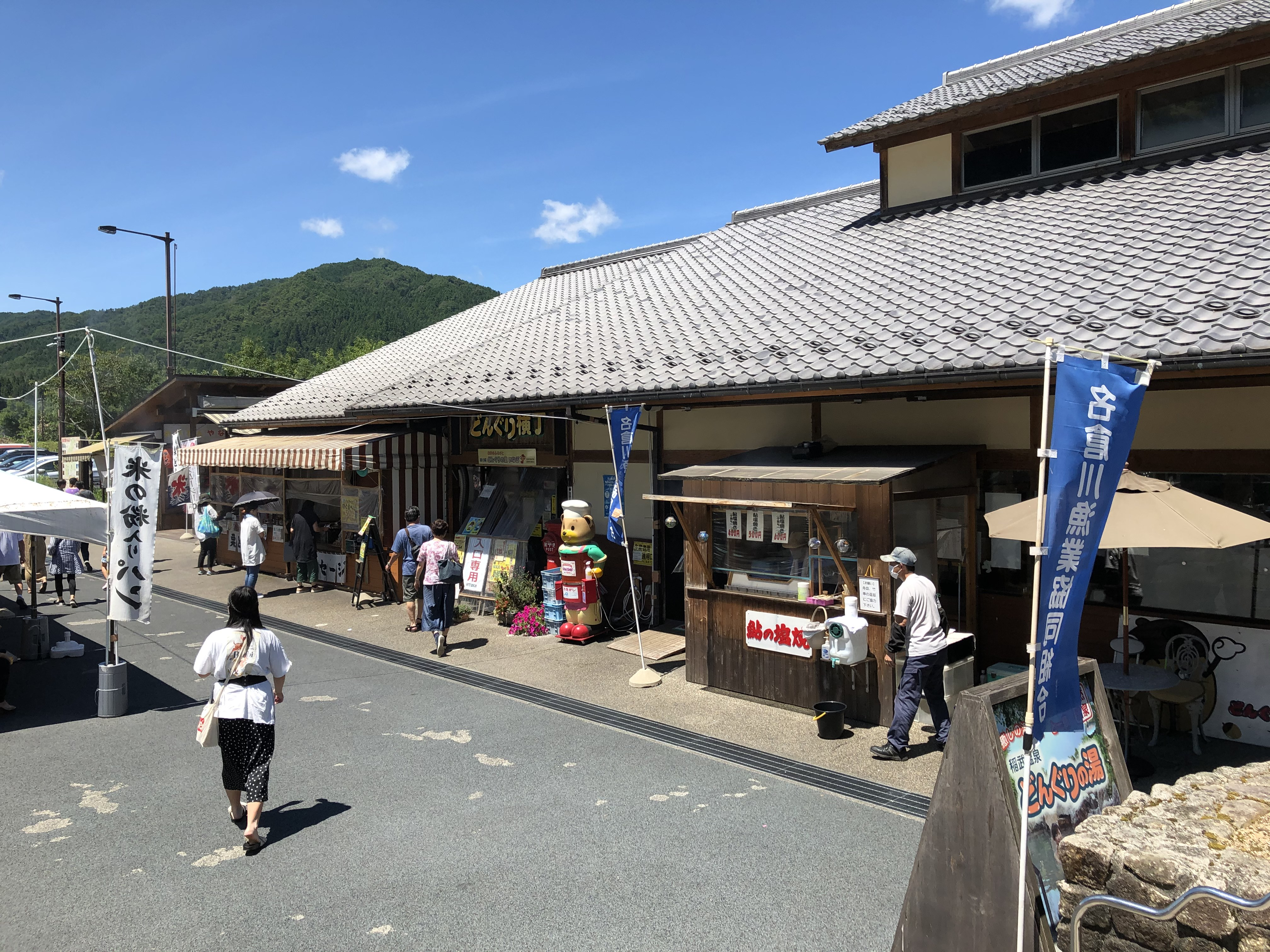
道の駅どんぐりの里いなぶ

### 公立・公営施設

#### 教育施設
- 豊田市立稲武こども園

#### 文化・教養・厚生施設
- 道の駅どんぐりの里いなぶ
- 稲武どんぐり工房
- 稲武温泉どんぐりの湯

#### 地域行政施設
- 武節地区多目的集会施設
- 稲武子育て支援センター

#### 公園・地域広場
- 城山公園武節城跡
- 名倉川遊歩道
- 武節町コミュニティ広場

### その他の施設
- JAあいち豊田稲武支店
- 夏焼温泉郷ホテル岡田屋

## 寺社
- 八幡神社

武節町字シロ山にある城山頂上に鎮座。かつてここに立地した武節城が天正期に廃城となり、その本丸跡に創建されている。
- 稲荷神社

所在地は武節町字オノ。
- 一円寺（廃寺）

武節町字屋敷にあった観音道場で、江戸末期には荒廃していたという。明治期に入り、跡地に明月清風校が開校した。

## 文化財

### 指定文化財

#### 史跡

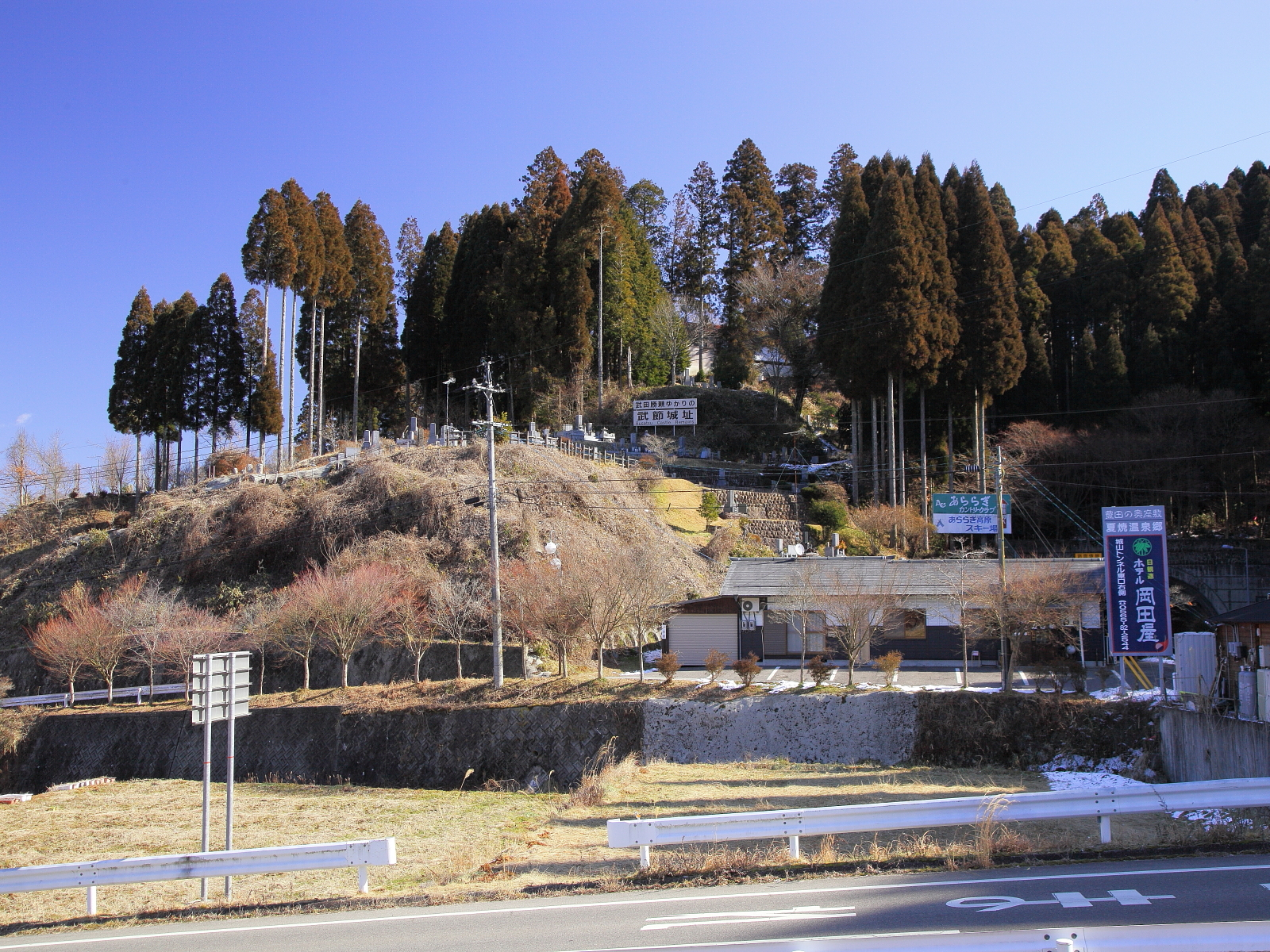
どんぐりの里いなぶから望む武節城址

- 武節城址[15]

豊田市指定。1984年（昭和59年）3月30日指定。八幡神社及び個人による管理。城山と呼ばれる比高70mの丘陵上に広がる中世時代の小振りな平山城であり、別名「地伏城」ともいう。主郭部分の平坦地は広く、東隣の一段高い部分にはかつて物見台や狼煙台があり、現在はこの場所に八幡神社の本殿が鎮座している。主郭から階段状に下って二の丸跡、三の丸跡があり、他にも十数ケ所の曲輪が取り囲んでいる。
美濃国・信濃国との国境に近く、三河国の最前線基地としての役割を担って永正年間に田峯菅沼氏の菅沼定信により築城され、菅沼十郎などの城代を置いたとされる。1556年（弘治2年）、武田氏配下にあった下伊那郡の下条信氏による急襲があり、激戦の末に落城した。これを武節谷合戦といい、城下には、このときに姫君が投身して命を絶ったという姫井戸の伝説が残る。1571年（元亀2年）には武田信玄の三河侵攻（西上作戦）があり、4月に杣路峠（そまじとうげ）を越えて城下に迫った25,000の大軍を前に、本城田峯城の城主後見である菅沼定直らの意に従い、支城である武節城も戦わずしてその軍門に下る。以降、田峯城主菅沼定忠（小法師刑部少輔）は武田氏家臣として振る舞い、1573年（天正元年）3月の松平信康による侵攻に対峙するなどし、1575年（天正3年）まで武節城にこもったという。同年、長篠の戦いに破れた武田勝頼を田峯城に案内しようとした定忠だったが、留守居の定直や家臣今泉道善らの逆心に遭って入城がかなわず、やむを得ず武節城まで落ち延びた。ここで武田勝頼は一泊し、梅酢湯を喫したという伝説が残っている。
まもなく同城は酒井忠次に攻略された後に奥平信昌領となり、徳川氏の間接支配下に入る。1590年（天正18年）、城主奥平信昌が徳川家康に従い関東に転封となったことで、武節城は廃城となったという。

### その他の文化財

#### 散布地
- 大門遺跡- 縄文・弥生・中世[17]
- カマ井遺跡- 縄文・弥生・中世[17]

## その他

### 日本郵便
- 郵便番号 : 441-2522[2]（集配局：稲武郵便局[18]）。